# Oeceoclades maculata
Oeceoclades maculata là một loài thực vật có hoa trong họ Lan. Loài này được (Lindl.) Lindl. mô tả khoa học đầu tiên năm 1833.

## Hình ảnh

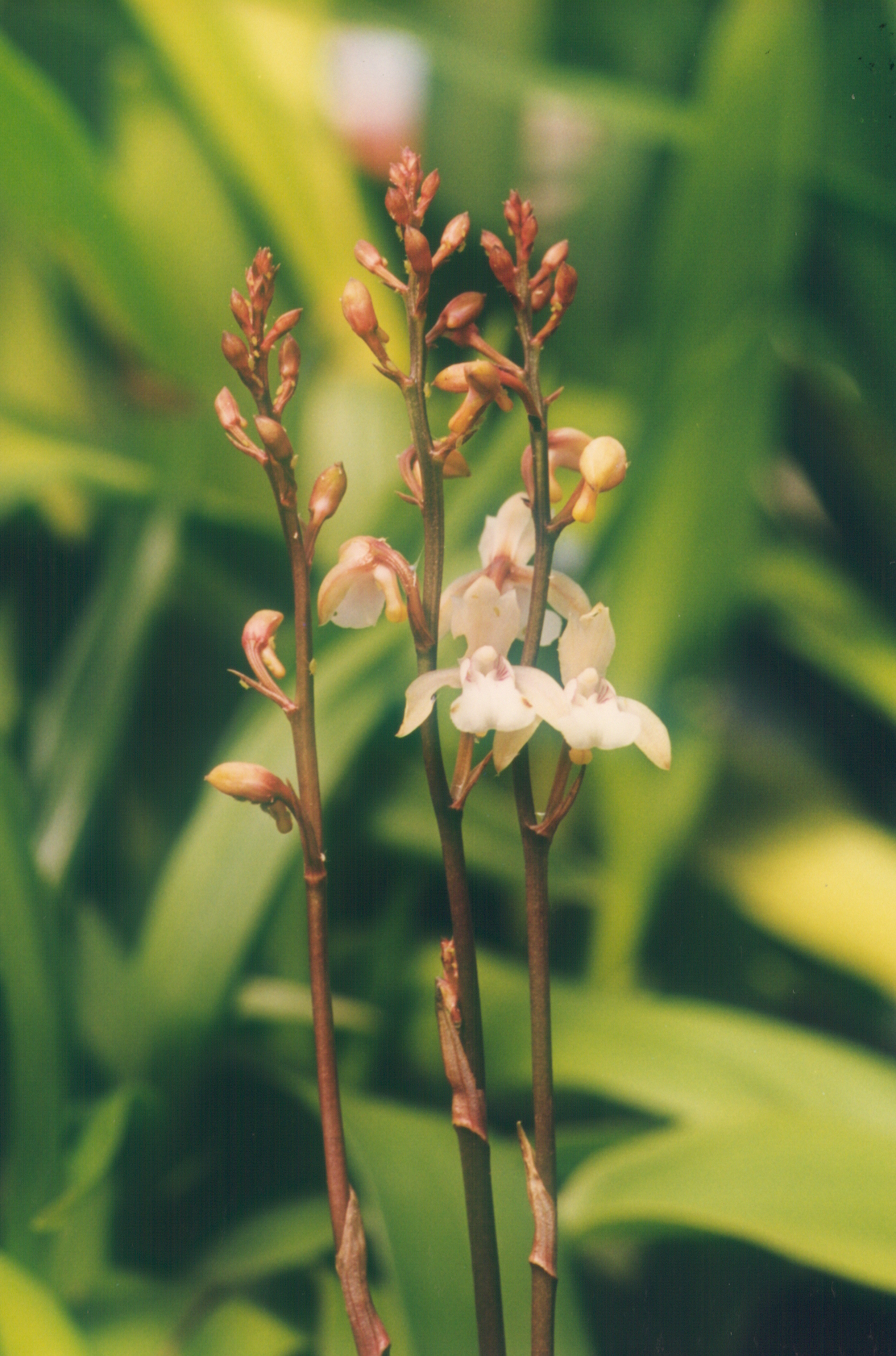
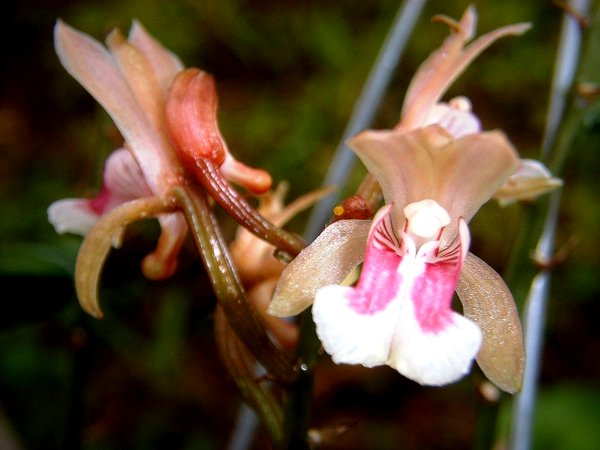
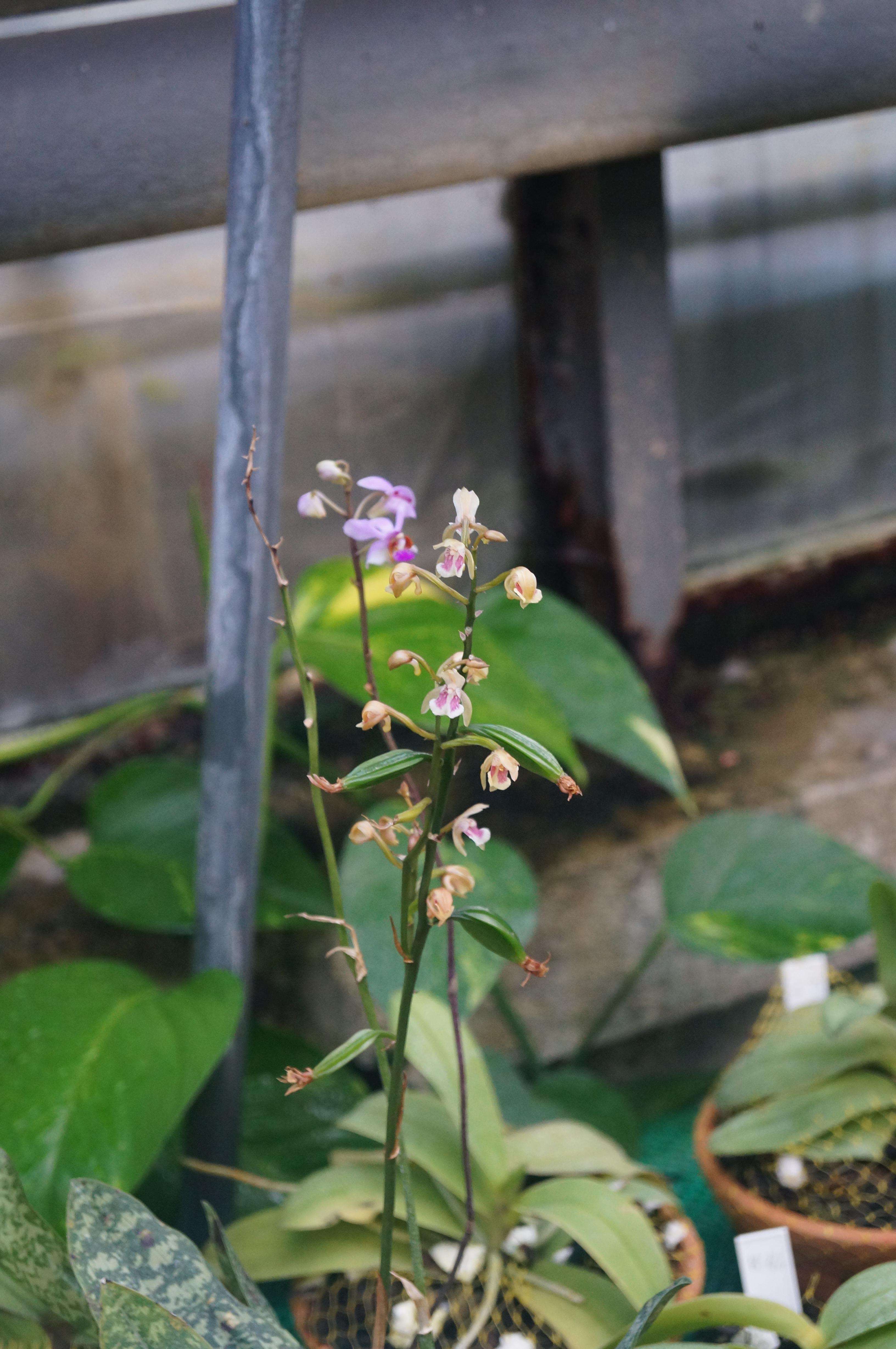